# 北瓦利 (新墨西哥州)
北瓦利（英語：North Valley）是位於美國新墨西哥州伯納利歐縣的普查規定居民點。

## 人口
根據2020年美國人口普查的數據，北瓦利的面積為18.06平方千米，當中陸地面積為17.99平方千米，而水域面積為0.07平方千米。當地共有人口11149人，而人口密度為每平方千米617.33人。